# Heikki Ylipulli
Heikki Tapani Ylipulli (ur. 9 czerwca 1961 w Rovaniemi) – fiński skoczek narciarski.
Najlepsze wyniki w Pucharze Świata osiągnął w sezonie 1986/1987, kiedy zajął 19. miejsce w klasyfikacji generalnej. W zawodach pucharowych jego najlepszym wynikiem było drugie miejsce wywalczone 1 marca 1987 w Lahti.
Jego bracia – Raimo i Tuomo także byli skoczkami narciarskimi, a Jukka uprawiał kombinację norweską.

## Puchar Świata

### Miejsca w klasyfikacji generalnej
| Sezon     | Miejsce |
| --------- | ------- |
| 1985/1986 | 68.     |
| 1986/1987 | 19.     |
| 1987/1988 | 32.     |

#### Miejsca na podium Pucharu Świata chronologicznie
| Nr | Data         | Miejscowość | Skocznia     | Punkt K | Skok 1 | Skok 2 | Nota      | Lok. | Strata  | Zwycięzca     |
| -- | ------------ | ----------- | ------------ | ------- | ------ | ------ | --------- | ---- | ------- | ------------- |
| 1. | 1 marca 1987 | Lahti       | Salpausselkä | K-88    | 86,5 m | 89,5 m | 220,5 pkt | 2.   | 1,2 pkt | Matti Nykänen |